# Denil Castillo
Denil Deniel Castillo Preciado (født 24. marts 2004) er en ecuadoriansk fodboldspiller, der spiller som midtbanespiller for FC Midtjylland og Ecuadors fodboldlandshold.

## Karriere

### Klubfodbold
Den 24. april 2023, Shakhtar Donetsk annoncerede at de havde købt Castillo på en fem-årig kontrakt fra LDU Quito, hvor Castillo ville ankomme den 1. juli 2023.
Castillo spillede 6 kampe for Shakhtar i efteråret 2023, og blev herefter udlejet til serbiske Partizan i januar 2024, et lejeophold som ville vare resten af sæsonen.
I Partizan blev Castillo en vigtig rotationsspiller i truppen, efter han i sin debut den 17. februar 2024, scorede imod IMT Belgrad i en 5-2 sejr.
Da Castillo's lejeophold sluttede, skrev han under på en fem-årig kontrakt med Superliga-klubben  FC Midtjylland, en transfer som var omkring 4 millioner euro værd.

### Internationale karriere
Castillo har repræsenteret Ecuador på U20-niveau.